# Cyklopropan
Cyklopropan är den enklaste cykloalkanen.
Då vinkeln mellan C-C - bindningarna är så liten som 60 grader, är cyklopropan reaktiv; typiska reaktioner börjar med att ringen spricker och bildar en fri radikal som är reaktiv i båda ändarna.
Cyklopropan har tidigare använts som narkosmedel. Då användes en blandning med 20–25 % cyklopropan och resten syrgas. På grund av brandfaran har man övergått till obrännbara halogenalkaner som halotan.